# Étoile variable de type Alpha Cygni
Les (étoiles) variables de type Alpha Cygni sont des étoiles variables qui subissent des pulsations non-radiales. Ce sont des étoiles supergéantes de type spectral B ou A. Des variations de luminosité de l'ordre de 0,1 magnitude sont associées avec les pulsations radiales, qui paraissent souvent irrégulières, à cause des battements entre plusieurs périodes de pulsation. Les pulsations ont des périodes qui vont typiquement de quelques jours à quelques semaines.
Le prototype de ces étoiles, Deneb (α Cygni), présente des variations de luminosité entre les magnitudes +1,21 et +1,29.

## Référence
- Samus N.N., Durlevich O.V., et al. Combined General Catalog of Variable Stars (GCVS4.2, 2004 Ed.)